# Wielki Kack
Wielki Kack (kašubsky Wiôldżi Kack, německy Groß Katz) je nejjižnější čtvrtí města Gdyně, jejíž hranice se nachází cca 2,7 km od Gdaňského zálivu Baltského moře. Čtvrtí vede železniční trať a rychlostní silnice S6. Převážně severní a západní části čtvrti jsou obydlené. Východní část čtvrti leží v Trojměstském karajinném parku (Trójmiejski park krajobrazowy). Největšími vodními toky jsou Potok Przemysłowy a potok Źródło Marii. Nachází se zde dva kostely. První písemná zmínka o místě pochází z roku 1236.

## Další informace
Nachází se zde četné turistické stezky a cyklostezky.

## Galerie

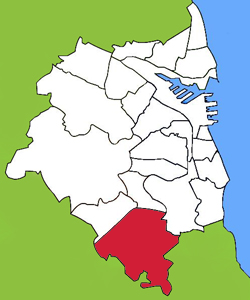
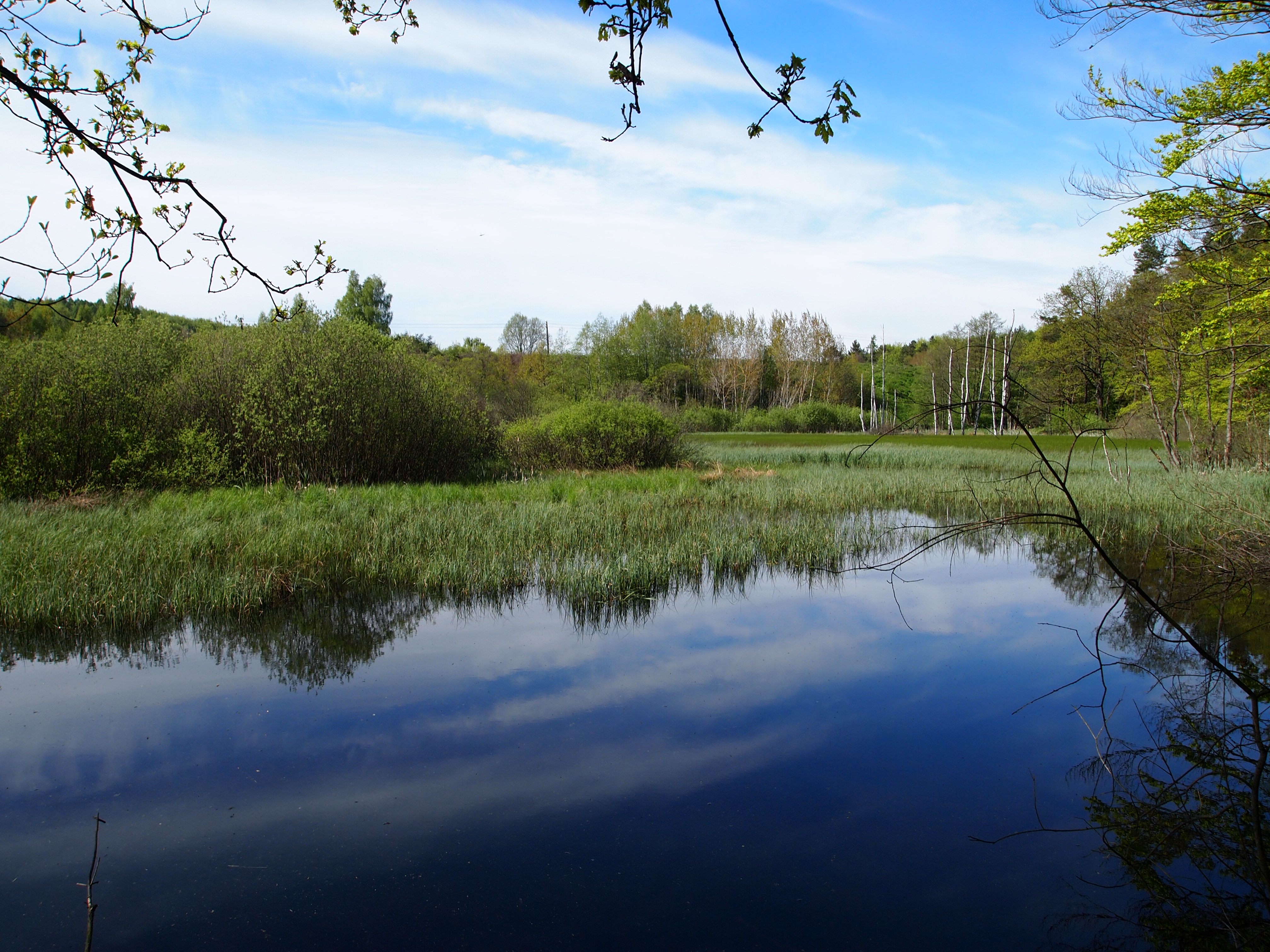
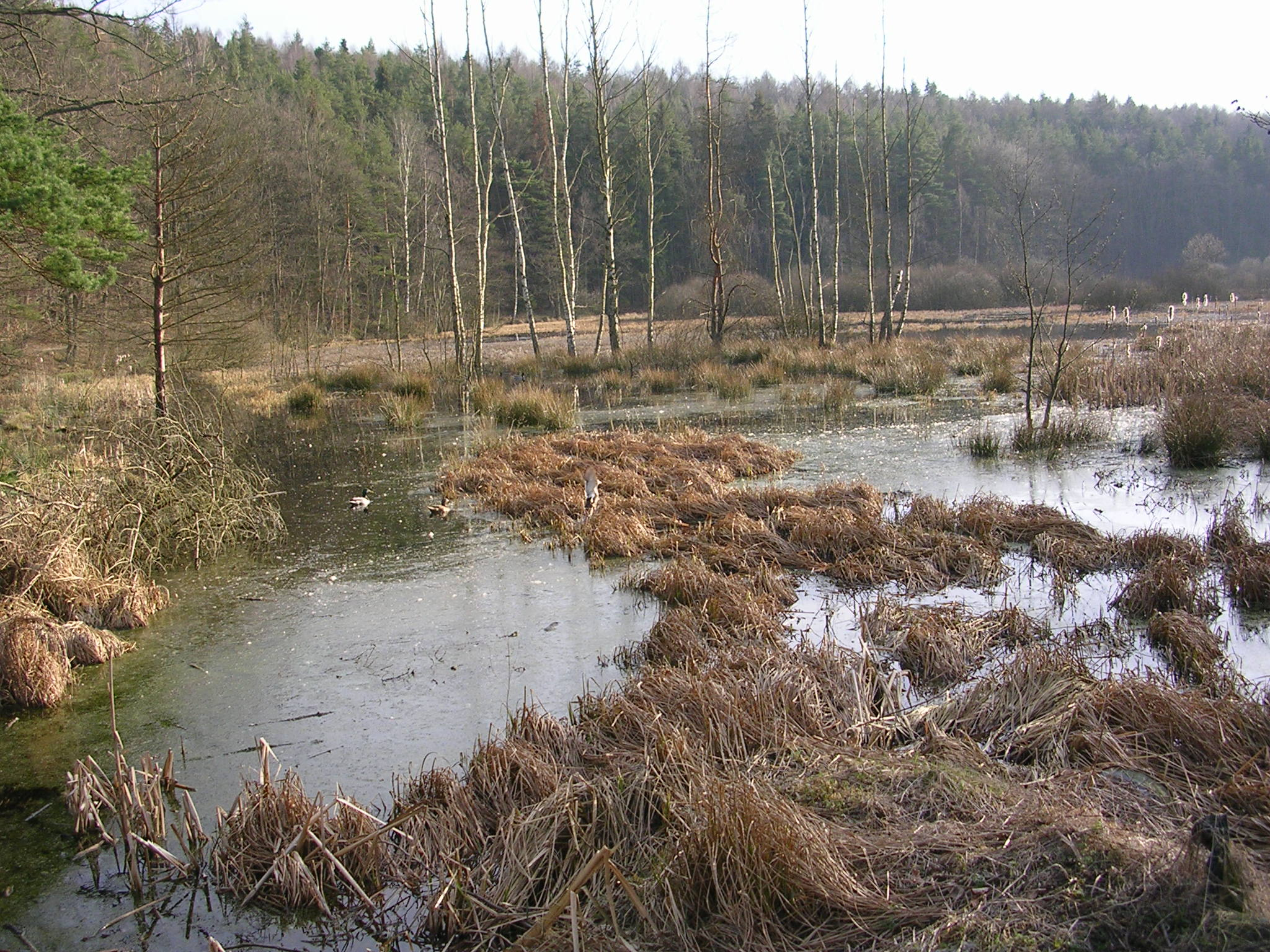
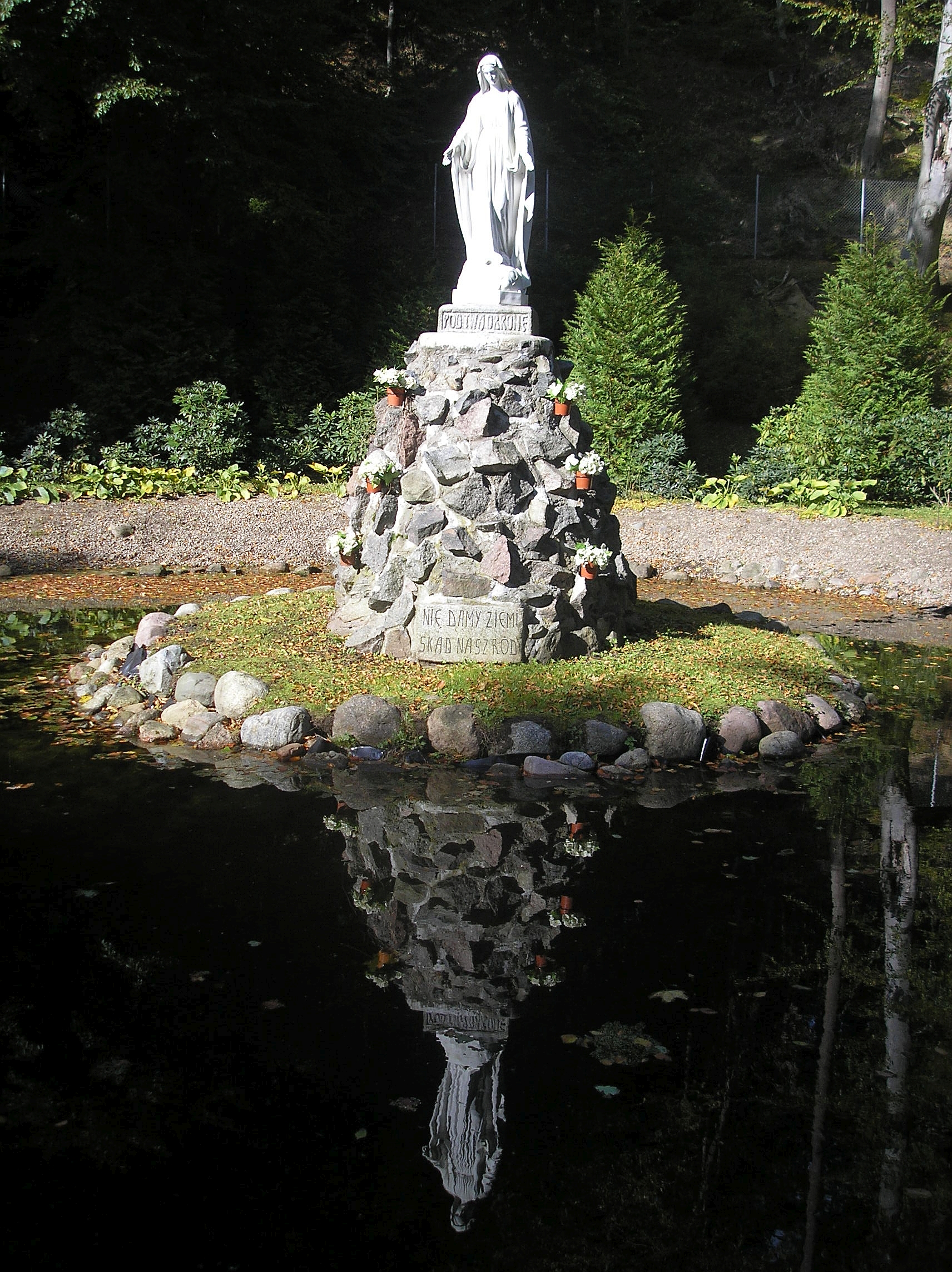
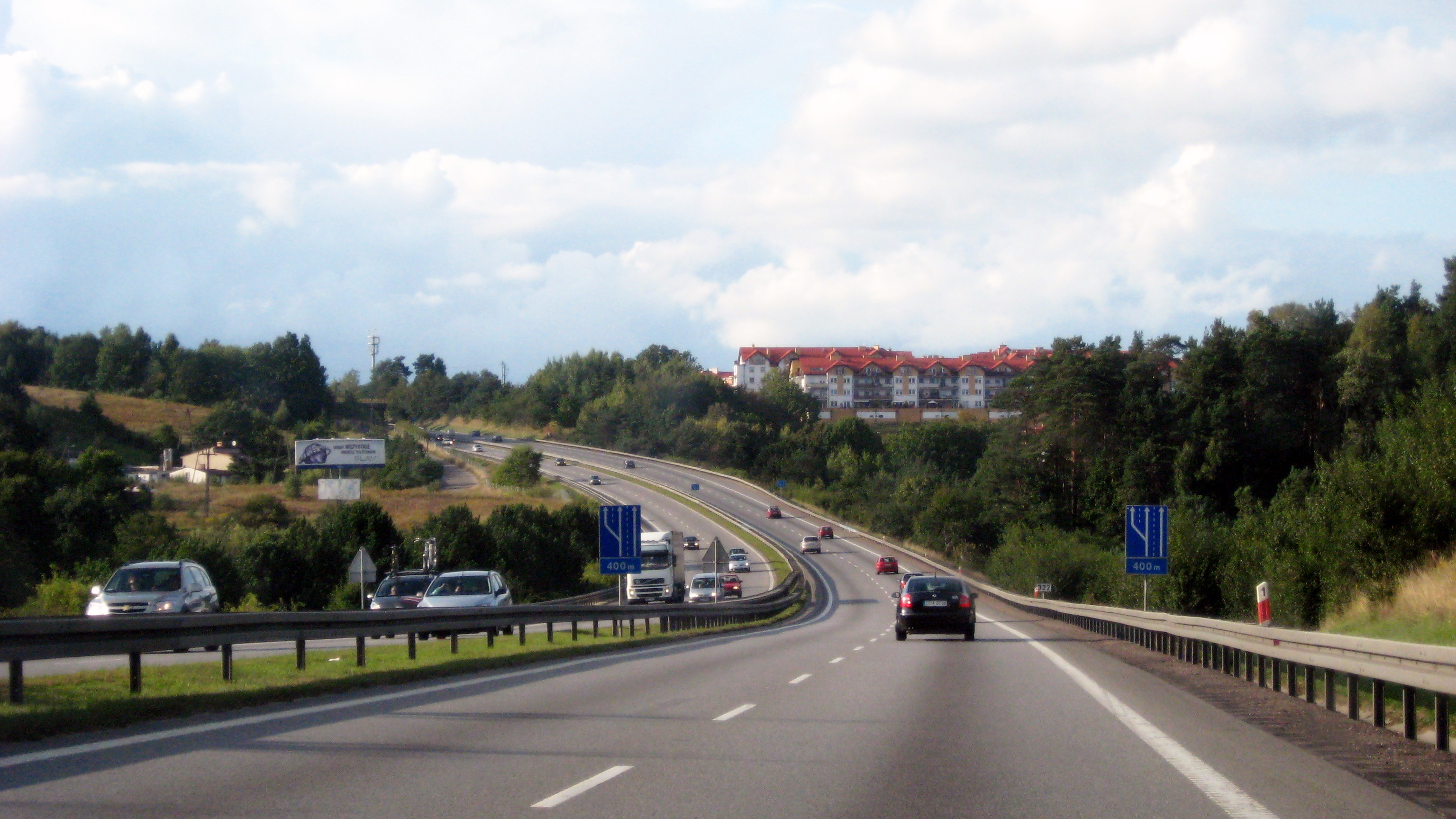
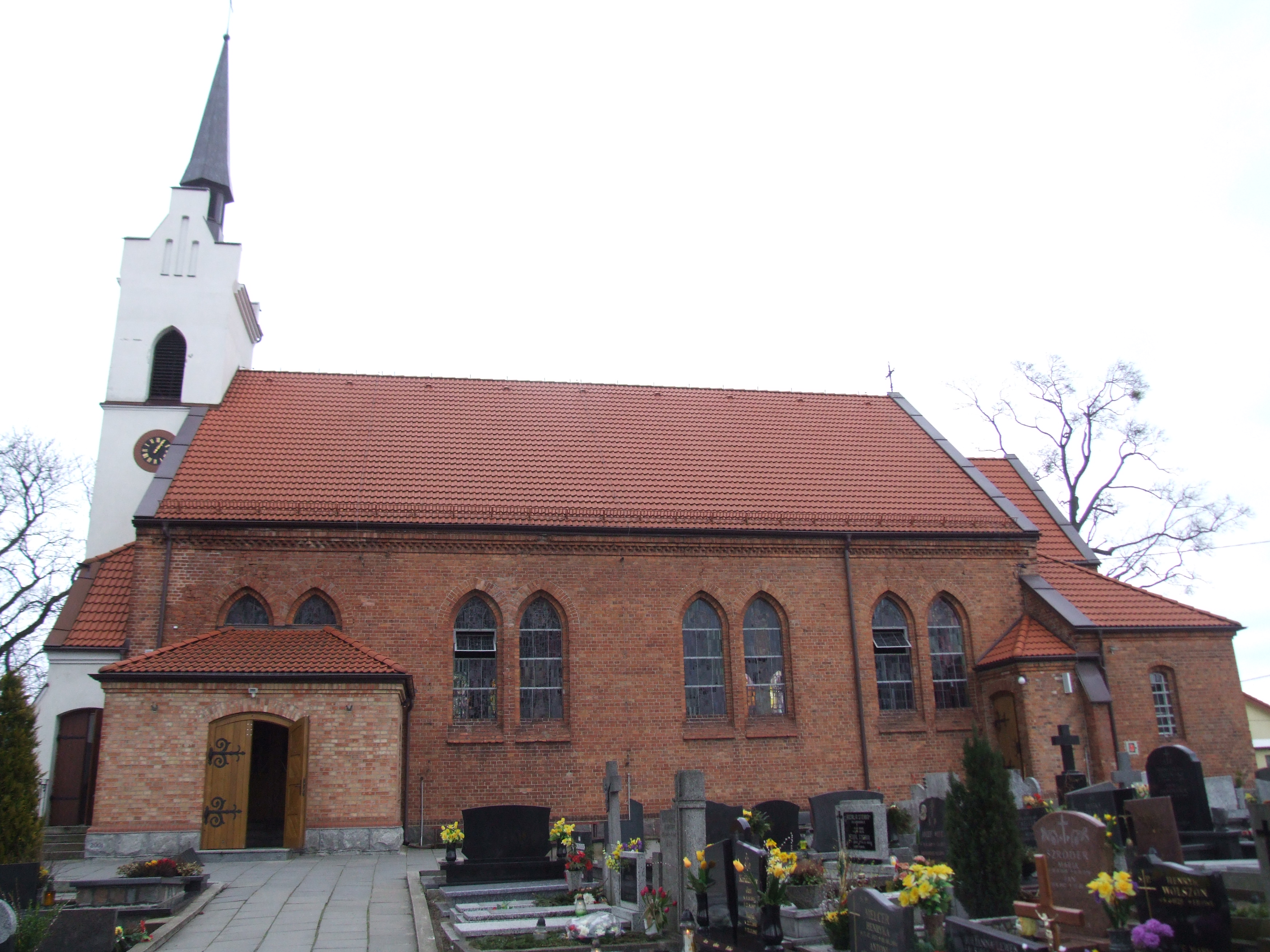